# My Heroes Have Always Been Cowboys (1991)
My Heroes Have Always Been Cowboys is een Amerikaanse western uit 1991 onder regie van Stuart Rosenberg.

## Verhaal
Een ex-rodeoruiter keert terug naar zijn geboorteplek. De dorpelingen keren zich af van hem. Door problemen in de familie besluit hij om nog één keer mee te doen aan een rodeowedstrijd om een geldprijs te winnen.

## Rolverdeling
| Acteur                | Personage          |
| --------------------- | ------------------ |
| Scott Glenn           | H.D. Dalton        |
| Kate Capshaw          | Jolie              |
| Tess Harper           | Cheryl             |
| Gary Busey            | Clint Hornby       |
| Ben Johnson           | Jesse Dalton       |
| Balthazar Getty       | Jud                |
| Clarence Williams III | Hulpsheriff Virgil |
| Mickey Rooney         | Junior             |
| Cynthia Mackey        | Ambulancier        |
| Bill Clymer           | Rodeo-omroeper     |
| Benjamin Rosenberg    | Pompbediende       |
| Megan Parlen          | Becky              |
| Jim Robnett           | Bewaker            |
| Jennifer Johnson      | Secretaresse       |
| Jan Hoag              | Verpleegster       |